# So Happy It Hurts
So Happy It Hurts é o 15.º álbum de estúdio do músico e compositor de rock canadense Bryan Adams. Foi lançado em 11 de março de 2022 pela gravadora BMG.

## Antecedentes
O álbum é o primeiro do cantor a ser lançado pelo selo BMG Rights Management, depois que seu álbum anterior, Shine a Light (2019), foi lançado pela Polydor Records e seu selo Universal Music Group. Bryan confirmou que o álbum se chamaria "So Happy It Hurts", descrevendo o álbum como um "retorno à vida" após a pandemia de COVID-19. Descrevendo o álbum, afirmou que a "pandemia e seu lockdown realmente trouxeram para casa a verdade de que a espontaneidade poderia ser tirada. [...] De repente, todas as turnês pararam. Ninguém podia entrar no carro e ir embora. A música-título "So Happy It Hurts" é sobre liberdade, autonomia, espontaneidade e a emoção da estrada aberta. O álbum de mesmo nome aborda muitas das coisas efêmeras da vida que são realmente o segredo da felicidade e, mais importante, da conexão humana."
O músico tocou a maioria dos instrumentos durante a gravação do álbum, detalhando o processo em entrevista à revista Rock Cellar: "A única coisa diferente neste álbum em comparação com os álbuns anteriores é que não pude tocá-lo com minha banda. Tive que encontrar outra maneira. E então o que estava fazendo Eu mesmo estava gravando todos os instrumentos, um por um, e tentando criar a sensação de uma banda — e, enquanto isso, talvez esta seja uma das razões pelas quais o álbum é tão alegre. Eu me diverti muito fazendo isso. Foi muito divertido tentar viver meu sonho de ser baterista e, em seguida, estruturar cada peça do álbum, uma a uma, até que soasse como uma música ou um álbum." Várias das canções são anteriores à pandemia de COVID-19. A música "These Are the Moments That Make Up My Life" foi originalmente planejada para o filme Marley & Me (2008), estrelado por Owen Wilson e Jennifer Aniston.

## Lista de faixas
| N.º            | Título                                       | Música                                                            | Produtor(es)   | Duração |  |
| 1.             | "So Happy It Hurts"                          | Bryan Adams · Gretchen Peters                                     | Adams          | 3:35    |  |
| 2.             | "Never Gonna Rain"                           | Adams · Peters · Michael Elizondo · Jason Evigan · Kennedi Lykken | Adams          | 3:18    |  |
| 3.             | "You Lift Me Up"                             | Adams · Robert Lange                                              | Adams · Lange  | 3:08    |  |
| 4.             | "I've Been Looking for You"                  | Adams · Jim Vallance                                              | Adams          | 2:01    |  |
| 5.             | "Always Have, Always Will"                   | Adams · Lange                                                     | Adams · Lange  | 3:46    |  |
| 6.             | "On the Road"                                | Adams · Lange                                                     | Adams · Lange  | 2:49    |  |
| 7.             | "Kick Ass"                                   | Adams · Lange                                                     | Adams · Lange  | 5:37    |  |
| 8.             | "I Ain't Worth Shit Without You"             | Adams · Vallance                                                  | Adams          | 3:11    |  |
| 9.             | "Let's Do This"                              | Adams · Lange                                                     | Adams · Lange  | 3:18    |  |
| 10.            | "Just Like Me, Just Like You"                | Adams · Vallance                                                  | Adams          | 2:11    |  |
| 11.            | "Just About Gone"                            | Adams · Peters                                                    | Adams          | 2:50    |  |
| 12.            | "These Are the Moments That Make Up My Life" | Adams · Peters · Theodore Shapiro                                 | Adams          | 3:26    |  |
| Duração total: | Duração total:                               | Duração total:                                                    | Duração total: | 39:10   |  |

| Faixas de edição Super Deluxe |                                                         |                  |         |  |
| N.º                           | Título                                                  | Produtor(es)     | Duração |  |
| 1.                            | "Summer of '69" (Classic Version)                       | Adams            | 4:08    |  |
| 2.                            | "(Everything I Do) I Do It for You" (Classic Version)   | Adams            | 6:27    |  |
| 3.                            | "Run to You" (Classic Version)                          | Adams            | 4:19    |  |
| 4.                            | "Heaven" (Classic Version)                              | Adams            | 4:27    |  |
| 5.                            | "Can't Stop This Thing We Started" (Classic Version)    | Adams · Lange    | 4:49    |  |
| 6.                            | "Cuts Like a Knife" (Classic Version)                   | Adams · Vallance | 5:23    |  |
| 7.                            | "Please Forgive Me" (Classic Version)                   | Adams · Lange    | 5:13    |  |
| 8.                            | "Straight from the Heart" (Classic Version)             | Adams            | 3:28    |  |
| 9.                            | "When You're Gone" (Classic Version)                    | Adams · Kennedy  | 3:22    |  |
| 10.                           | "Here I Am" (Classic Version)                           | Adams            | 4:35    |  |
| 11.                           | "Back to You" (Classic Version)                         | Adams            | 4:27    |  |
| 12.                           | "Have You Ever Really Loved a Woman?" (Classic Version) | Adams            | 3:26    |  |
| Duração total:                | Duração total:                                          | Duração total:   | 53:54   |  |

## Paradas musicais
| País/Parada (2022)                        | Melhor posição |
| ----------------------------------------- | -------------- |
| Austrália (ARIA)                          | 75             |
| Áustria (Ö3 Austria Top 40)               | 3              |
| Bélgica (Ultratop Flandres)               | 5              |
| Bélgica (Ultratop Valônia)                | 31             |
| Canadá (Billboard)                        | 29             |
| República Tcheca (ČNS IFPI)               | 61             |
| Países Baixos (Dutch Charts)              | 28             |
| França (SNEP)                             | 176            |
| Alemanha (Offizielle Deutsche Charts)     | 2              |
| Irlanda (IRMA)                            | 92             |
| Itália (FIMI)                             | 41             |
| Portugal (AFP)                            | 1              |
| Escócia (Official Scottish Albums)        | 3              |
| Espanha (PROMUSICAE)                      | 10             |
| Suíça (Schweizer Hitparade)               | 2              |
| Reino Unido (Official Albums Chart)       | 3              |
| Reino Unido (UK Independent Albums Chart) | 1              |

| País/Parada (2022)          | Posição fixada |
| --------------------------- | -------------- |
| Suíça (Schweizer Hitparade) | 49             |

## Créditos
Músicos
- Bryan Adams – vocal  ·  baixo  ·  guitarra; violão (faixas 1, 3–5, 9–12)  ·  vocal de apoio (faixas 1, 2, 7, 9)  ·  bateria (faixas 1–4, 6, 7, 9–12)  ·  órgão (faixas 1, 2, 5, 7–9, 11)  ·  percussão (faixas 1, 2, 4, 9–12)  ·  piano (faixas 3, 4, 5)
- Keith Scott – guitarra elétrica
- Pat Steward - bateria (5, 8)
- Michael Elizondo – vocal de apoio (2)
- Mutt Lange – vocal de apoio (faixas 3, 5–7, 9)  ·  baixo sintetizado (faixa 3)  ·  teclados (faixa 7)
- John Cleese – vocal (faixa 7)
- Luke Doucet – guitarra elétrica (faixa 11)

Técnica
- Olle Romo – engenharia
- Hayden Watson – engenharia
- Emily Lazar – masterização
- Chris Allgood – masterização